# 马克思主义团结组织
马克思主义团结组织（英語：Organisation for Marxist Unity，缩写为OMU）是新西兰的一个已不存在的共产主义组织。
新西兰共产党在毛泽东死后放弃了毛主义意识形态，转而追随阿尔巴尼亚劳动党的政治路线。一部分新共党员反对这一做法，他们主张继续保持同邓小平领导下的中国共产党的关系；于是，他们于1978年8月另行组建争取新西兰共产党（马列）组建筹备委员会。1988年，该组织改名为马克思主义团结组织。该组织的成员曾积极参加奥特亚罗瓦反对外国控制运动的活动。